# Eucereon romani
Eucereon romani är en fjärilsart som beskrevs av Felix Bryk 1953. Eucereon romani ingår i släktet Eucereon och familjen björnspinnare. Inga underarter finns listade i Catalogue of Life.